# Hugo Kołłątaj
Hugo Kołłątaj   (Velyki Dederkaly, 1 d'abril de 1750 - Varsòvia, 28 de febrer de 1812) fou un sacerdot catòlic, activista polític, i historiador polonès.

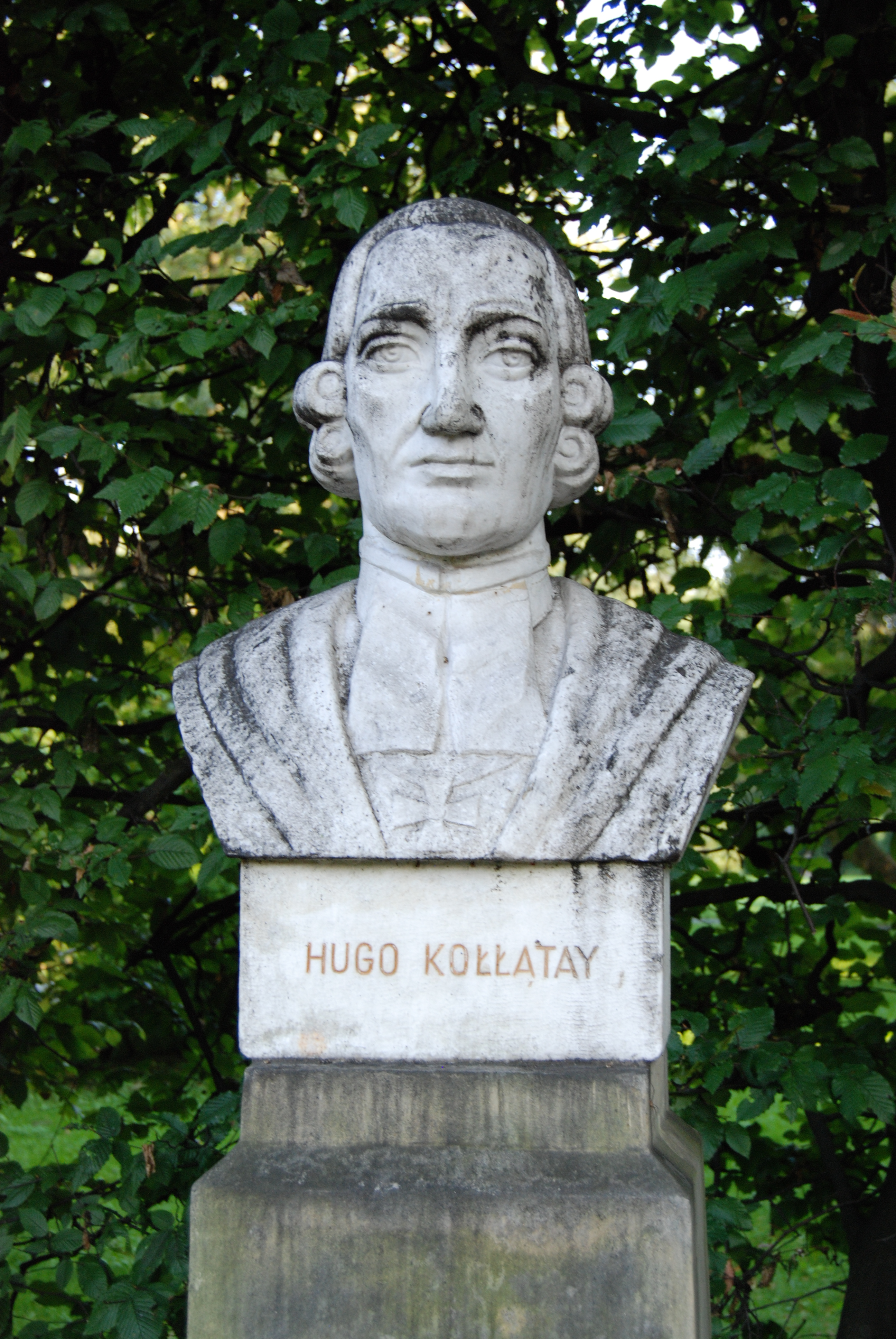
Monument a Kołłątaj a Cracòvia.

Va estudiar a la Universitat Jagellònica; una vegada ordenat, va passar alguns anys a Viena i Itàlia, on va tenir contacte amb les idees il·lustrades de l'època. Retornat a Polònia, va ser un membre actiu de diverses societats vinculades a l'educació i la pedagogia, sent rector de la Universitat on havia estudiat, entre 1783 i 1786.
Políticament actiu, va impulsar reformes al seu país, va ser líder del Partit Patriòtic, i coautor de la Constitució de 3 de maig de 1791. Després de la guerra amb Rússia, es va exiliar a Leipzig, on la seva visió política es va radicalitzar. Va donar suport a la revolta de Kościuszko, i després que fracassés va ser fet presoner pels austríacs fins a 1802. El 1807 - 1808, va ser de nou arrestat, aquesta vegada per les autoritats russes, que li van impedir exercir activitats públiques. Kołłątaj va escriure gran quantitat de literatura política de circumstàncies, però també és recordat per la seva visió filosòfica relacionada amb les idees fisiocràtiques, d'un ordre físic i moral. "Un ordre Físic-Moral" (1811) emfatitza la natural interdependència entre els drets i les obligacions dels individus en societat. En "Una anàlisi crítica dels principis històrics relatius als orígens de la Humanitat", publicat pòstumament el 1842, esbossa idees sobre l'evolució social. En "L'Ensenyament públic a Polònia en els últims anys del regnat d'August III", publicat pòstumament el 1841, es mostra un pioner en els estudis sobre la història de l'educació i la cultura al seu país.